# Чапаевск (Ямало-Ненецкий автономный округ)
Чапаевск — посёлок в Приуральском районе Ямало-Ненецкого автономного округа России.

## География
Расположен на правом берегу Оби.

## Название
По-хантыйски это место называется Кэвнёл — «каменный мыс».

## История
С 2005 до 2021 гг. входил в состав Аксарковского сельского поселения, упразднённого в 2021 году в связи с преобразованием муниципального района в муниципальный округ.

## Население
| 2010 | 2021 |
| ---- | ---- |
| 26   | ↘13  |

Ненцы, ханты

## Инфраструктура
Рыболовство, рыбаки живут только в летнее время.
Оленеводство